# Marcus Calpurnius Sabinus
Marcus Calpurnius Sabinus war ein im 2. Jahrhundert n. Chr. lebender Angehöriger des römischen Ritterstandes (Eques).
Durch ein Militärdiplom, das auf den 8. Mai 100 datiert ist, ist belegt, dass Sabinus 100 Kommandeur der Cohors I Antiochensium war, die zu diesem Zeitpunkt in der Provinz Moesia superior stationiert war.